# Vajdaságok
A vajdaságok egykori és jelenlegi közigazgatási egységek Európában. A középkorban számos európai országban voltak vajdaságok, mint például: Lengyelország, Románia, Litvánia, Oroszország, Szerbia és Magyarország. A vajdaságok, mint közigazgatási egységek méretükben és szerepkörükben megfelelnek a középkori Európa nyugati államaiban létezett hercegségeknek, miközben a vajda, mint a vajdaság vezetője rang tekintetében a herceggel egyenértékű. A vajda ranggal nagyjából megegyező jelentőségű nemesi rang volt a bán. A kifejezés modern értelmezésben a mai Lengyelország vajdaságaira, illetve Szerbia északi tartományára, a Vajdaságra értendő.

Lengyelország vajdaságainak térképe 1999-től

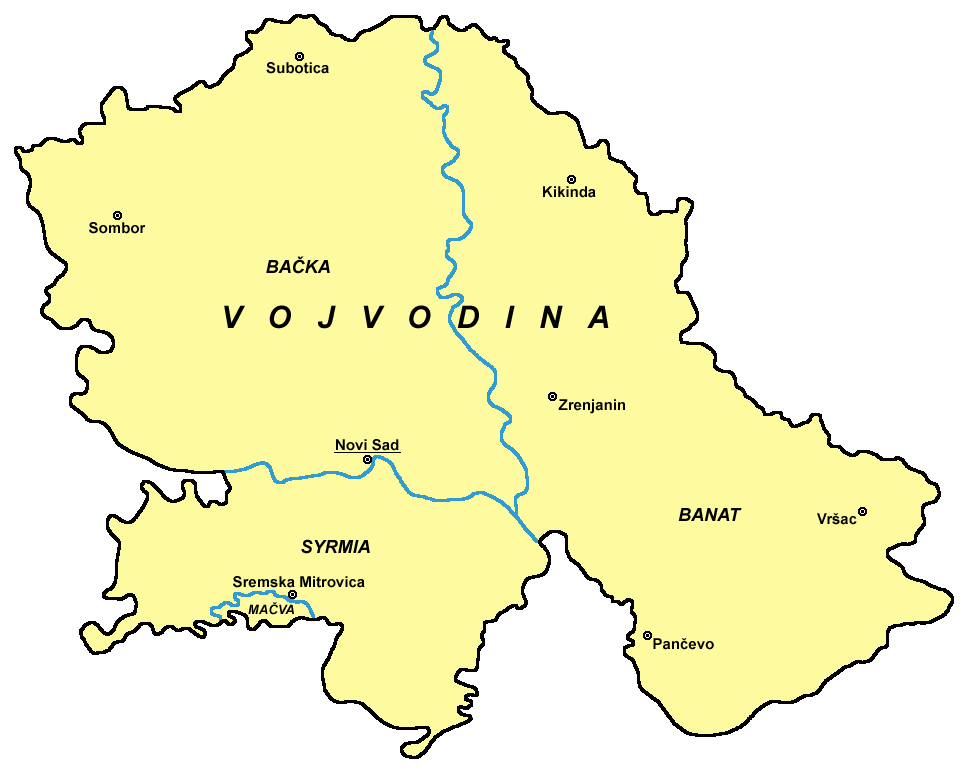
A Vajdaság térképe

## Terminológia
A voi(e)vod(e) kifejezés jelentése: "harcosok vezetője", vagy "háború vezetője", amely azonos jelentésű a latin "Dux Exercituum", illetve a német "Herzog" kifejezéssel, amelyek mind katonai vezetőre vonatkoznak, aki a korabeli állam felépítésében közvetlenül az uralkodó után következnek. A szó jelentése később a közigazgatási terület jelölésére módosult. Számos európai nyelvben megtalálható e kifejezés, úgy, mint a lengyelül: województwo; románul: voievodat; szerbül: vojvodina (војводина), vojvodstvo (војводство) or vojvodovina (војводовина); magyarul: vajdaság; fehérorosz nyelven: ваяводства (vajаvodstva); litvánul: vaivadija. Ezen szavak egynémelyikének angolosított változata az angol nyelvben is meghonosodott.
Bár angol nyelven is meghonosodott a Voivodeship kifejezésben, ugyanakkor e közigazgatási egység kifejezésére az angolok elsősorban a province kifejezést használják, a lengyel vajdaságok megnevezésén kívül.

## Lengyelország vajdaságai
Lengyelország 1999 óta az alábbi 16 vajdaságra oszlik:
- Nagy-lengyelországi vajdaság (Wielkopolskie) (województwo wielkopolskie)
- Kujávia-pomerániai vajdaság (Kujawsko-Pomorskie) (województwo kujawsko-pomorskie)
- Kis-lengyelországi vajdaság (województwo małopolskie)
- Łódźi vajdaság (województwo łódzkie)
- Alsó-sziléziai vajdaság (województwo dolnośląskie)
- Lublini vajdaság (województwo lubelskie)
- Lubusi vajdaság (województwo lubuskie)
- Mazóviai vajdaság (województwo mazowieckie)
- Opolei vajdaság (województwo opolskie)
- Podlasiei vajdaság (województwo podlaskie)
- Pomerániai vajdaság (województwo pomorskie)
- Sziléziai vajdaság (województwo śląskie)
- Kárpátaljai vajdaság (województwo podkarpackie)
- Szentkereszt vajdaság (województwo świętokrzyskie)
- Varmia-mazúriai vajdaság (województwo warmińsko-mazurskie)
- Nyugat-pomerániai vajdaság (województwo zachodniopomorskie)

## Fordítás
Ez a szócikk részben vagy egészben  a   Voivodeship című angol Wikipédia-szócikk ezen változatának fordításán alapul.  Az eredeti cikk szerkesztőit annak laptörténete sorolja fel. Ez a jelzés csupán a megfogalmazás eredetét és a szerzői jogokat jelzi, nem szolgál a cikkben szereplő információk forrásmegjelöléseként.